# Sprechende Medizin
Sprechende Medizin wird als Sammelbegriff für alle ärztlichen Interventionen verwendet, welche die Kommunikation zwischen Arzt und Patient als Wirkfaktor nutzen. Damit wird eine Vielzahl von unterschiedlichen und zum Teil sich stark überschneidenden Themen zu umfassen versucht, wie z. B. Arzt-Patient-Beziehung, Arzt-Patient-Kommunikation, Ärztliches Gespräch, Psychoedukation im Rahmen von Patienten- und Angehörigen-Information (Erarbeiten adäquater Vorstellungen zu den beklagten Beschwerden bzw. gesundheitlichen Störungen, Erwartungen zur Behandlung und Prognose), breaking bad news (Übermitteln schwerwiegender diagnostischer Fakten), Erteilen von medizinischen Ratschlägen, Fragen der Therapietreue (Einwilligung und Befolgung von diagnostischen und therapeutischen Prozeduren; compliance, adherence).
Überschneidungen ergeben sich auch mit dem Konzept der Narrativen Medizin (Erzählende Medizin, englisch narrative medicine oder narrative based medicine) und der Balint-Gruppen (inklusive interaktionsbezogene Fallarbeit und „Beziehungsmedizin“).
Im Rahmen der medizinischen Ausbildung und Patientenversorgung ergeben sich darüber hinaus enge Überschneidungen zu den Begriffen psychosoziale Medizin, psychosomatische Medizin und psychotherapeutische Medizin (als Anwendung psychotherapeutischer Interventionen im ärztlichen Setting) und Psychotherapie.
In ihrer Gesamtheit versteht sich die sprechende Medizin als Gegenpol und zugleich Erweiterung der Apparatemedizin (oder Gerätemedizin), welche auf dem strikt naturwissenschaftlich orientierten biomedizinischen Modell der Humanmedizin fußt. In dieser bis heute dominierenden Denkhaltung erscheint der Mensch nicht primär als (denkendes, fühlendes und gestaltendes) Subjekt, sondern als Objekt: der menschliche Organismus als komplexe Maschine, die im Schadensfall pharmakologisch oder chirurgisch-technisch zu reparieren ist (zur Kritik siehe zum Beispiel Ivan Illich und Paul Watzlawick (1991), Thure v. Uexküll und Wolfgang Wesiack (2003), George L. Engel (1976) Josef W. Egger (2010)).

## Das Wort als Wirkfaktor
Die Wirkelemente der sprechenden Medizin werden oft vereinfacht mit dem Symbol „Wort“ als Summe aller kommunikativen Wirkfaktoren gekennzeichnet. „Heilende Worte“ bilden neben den zwei Säulen „Arznei“ (Summe aller medikamentösen Wirkfaktoren) und „Messer“ (Summe aller technisch/chirurgischen Interventionen) das dritte Fundament der wissenschaftlichen Medizin. Die Vernetzung dieser drei Wirkbereiche wird über das sogenannte biopsychosoziale Modell von Krankheit bzw. Gesundheit erklärt. Die empirischen Belege für diese wissenschaftlich begründete „Ganzheitlichkeit“ kommen aus vielen interdisziplinären medizinischen Forschungsbereichen, überwiegend aber aus der „Neurobiologie“ (s.z. B. Wolf Singer, Gerhard Roth), „Psychoimmunologie“ (vgl. Christian Schubert) und „Neuropsychologie“ (s.z. B. Klaus Grawe). Hier wird deutlich, dass alles Leben auf Kommunikation, Austausch und Vernetzung basiert. Auch im menschlichen Organismus gibt es einen ständigen Informationsaustausch z. B. zwischen den Steuerungssystemen „Zentralnervensystem“, „vegetatives Nervensystem“, „Hormonsystem“ und „Immunsystem“. Sobald Worte – genau genommen die Schallwellen – im Innenohr in physiko-chemische Signale umgewandelt werden, handelt es sich bereits um einen physiologischen Prozess. Die zusammen mit der szenischen Einbettung (d. h. mit den gleichzeitig vorhandenen anderen Sinnesinformationen) in das Gehirn weitergeleiteten Impulse werden dort „verarbeitet“ (integriert) und mit spezifischer Bedeutung versehen, die den Organismus zu entsprechenden „Bereitstellungsreaktionen“ bzw. Handlungsimpulsen veranlassen. So wird ersichtlich, wie das Gesprochene eine physiologische Wirkung zu erzeugen imstande ist. Worte, die im Patienten eine positive Aktivierung hervorrufen (im Wesentlichen also positiv aktivierende Emotionen, die wiederum zur Erhöhung der Selbstwirksamkeit, Ressourcenaktivierung oder Beruhigung etc. beitragen), können prinzipiell als heilwirksam bezeichnet werden. Allerdings: Wie man mit Worten „heilen“ kann, lässt sich mit ihnen auch „verletzen“. – Auf der Grundlage dieser Erkenntnisse wird eine biopsychosoziale Ganzheitlichkeit für das medizinische Vorgehen begründet, welche die immerwährende Verschränkung von körperlichen, seelischen und ökosozialen Vorgängen innerhalb eines Prozesses betont. Eine strikte Trennung von „Körper“ und „Seele“ bzw. von Materie und Geist wird damit überflüssig, wenngleich unser Sprachsystem dies bis heute nicht berücksichtigt.

## Neurowissenschaftliche Aspekte
Erkenntnisse der Neurowissenschaft können die Wirkungsweise der Worte auf neurobiologischem Hintergrund verdeutlichen. Ausgehend von der individuellen genetischen Matrix prägen die Lebenserfahrungen eines Menschen seine Hirnstruktur, indem sie Synapsen und neuronale Netzwerke auf unterschiedliche Weise im Wachstum formen. Das Gehirn befindet sich lebenslang in einem (allerdings zunehmend langsameren) Wachstumsprozess neuronaler Verschaltungen und ermöglicht Veränderung durch Lernprozesse. Neurobiologische Vorgänge im Gehirn wirken sich wegen der Vernetzung der Steuerungssysteme auf den gesamten Organismus des Menschen aus. Eingehende Wahrnehmungsimpulse (z. B.: Sehen, Hören, Riechen, Tasten) werden mit inneren Konzepten/Schemata abgeglichen, entsprechend bewertet und das Ergebnis in Form von Nervensignalen weitergeleitet. In einem vielfältig verschalteten physiologischen Prozess (s. Stressforschung und Stressmedizin) bewirken diese Nervenimpulse in bedrohlich interpretierten Situationen (Gefahrensituationen, Stress-Situationen) beispielsweise die Ausschüttung von Aktivierungs- und Stresshormonen wie z. B. Adrenalin und Cortisol. Diese versetzen den Organismus in einen Erregungszustand, der Energie zum Angriff oder zur Flucht (Fight-or-flight) bereitstellt. Nur für den Fall, dass damit die Bedrohung als gänzlich unbewältigbar erlebt wird, wird – primär über Corticosteroide – der Totstellreflex (Erstarren, Ohnmacht) aktiviert. Dagegen werden in freundlich bewerteten Situationen beispielsweise die Neurotransmitter Serotonin und Dopamin vermehrt ausgeschüttet – aber auch Oxytocin, was neben einigen anderen (weniger erwünschten) Wirkungen Bindungsverhalten und Vertrauen fördert, Angst und Stress reduziert und Ausgeglichenheit fördert.
Die Fähigkeit des Gehirns, sich lebenslang – wenngleich mit dem Alter einhergehender abnehmender Fähigkeit – zu verändern („neuronale Plastizität“) ist von wesentlicher Bedeutung für alle Lernprozesse. Worte, ein therapeutisches Gespräch, Gedanken, Autosuggestion bzw. die Kommunikation eines Menschen mit sich selbst (Selbstkommunikation, „Inneres Kind“) können synaptische Strukturen verändern und so Einfluss nehmen auf gesundheitliche Prozesse. Sind es anfangs meist funktionelle Störungen (wie beispielsweise schmerzhafte chronische Muskelverspannungen, Herz-Kreislauf-Störungen, Beschwerden im Magen-Darm-Trakt oder Immunschwäche u. v. m.) können sich im weiteren Verlauf auch manifeste Krankheiten entwickeln. Wie Ergebnisse der Neuropsychoimmunologie belegen, lässt sich durch eine passgenaue „Sprechkur“ (also durch „heilende Worte“) eine günstigere Emotionsregulation aufbauen, welche eingefahrene (gebahnte) neuronale Verknüpfungen auch wieder abschwächen kann.
Am Prozess beteiligt ist immer der gesamte Organismus, insbesondere Gehirn, neuronale Vernetzung, Neurotransmitter, Hormone, Immunsystem, mit ihren Wechselwirkungen im Erleben, Denken und Verhalten. So wird erkennbar, dass der Mensch durch gesprochene Worte, Gedanken oder Vorstellungskraft und den damit ausgelösten Emotionen (die selbst im Kern physiologische Vorgänge darstellen) ständig auf das Funktionieren und in der Folge auch auf die materielle Struktur der neuronalen Netzwerke im Positiven wie im Negativen Einfluss nimmt.
In einem besonderen Maße wird Kommunikation von der Psychotherapie genutzt (vgl. Gerhard Roth zu den neurobiologischen Aspekten von psychologischer Behandlung). Es scheint neurobiologisch gesichert, dass psychische Konflikte oder belastende frühkindliche Erfahrungen mit dem Entstehen bestimmter dysfunktionaler („falscher“) Verknüpfungen in neuronalen Netzwerken des Limbischen Systems einhergehen. Solche unerwünschten Verknüpfungen sind durch psychotherapeutische Interventionen (wenigstens teilweise) korrigierbar, indem sich durch positive (Problem bewältigende) Erfahrungen in der Therapie „Ersatzschaltungen“ im Mandelkern und in anderen Regionen des Gehirns herausbilden. Sprechende Medizin kann also das Gehirn (und wegen der parallelen Verschaltung mit den anderen Organsystemen den gesamten Organismus) verändern, ebenso wie Psychopharmaka – oft braucht es beides und noch mehr, um erfolgreich zu sein.

## Geschichtliche Aspekte
Schon in der griechischen Antike war die sprachliche Kommunikation als Heilfaktor bekannt. Asklepios (lateinisch Aesculapius; deutsch Äskulap, englisch Asclepius) – in der griechischen Mythologie der Gott der Heilkunst – wird folgendes Motto für ärztliches Handeln zugeschrieben: „Zuerst heile mit dem WORT, dann mit der ARZNEI und zum Schluss mit dem MESSER“ (sinngemäße Übertragung aus dem Altgriechischen). Auch von Sokrates ist überliefert, dass er aufgrund einer besonderen Gesprächsführung wirkmächtig in Problemlösungen eingegriffen hat („sokratischer Dialog“).
Der Begriff der „sprechenden Medizin“ wird von einigen Autoren auch mit dem dialogischen Denken in der sog. humanistischen Medizin in Verbindung gebracht und V. v. Weizsäcker zugeschrieben. Das dialogische Denken wurde in den Jahren um 1920 unter der weiteren Beteiligung von Ferdinand Ebner, Martin Buber, Franz Rosenzweig und Gabriel Marcel entwickelt. Im Rahmen der sog. Humanistischen Psychologie und deren psychotherapeutischen Ansatz ergeben sich plausiblerweise Verbindungen zur Gesprächspsychotherapie (bzw. Klientenzentrierte Psychotherapie) von Carl Rogers sowie Reinhard Tausch, aber auch zur Hypnotherapie von Milton H. Erickson. Weitere Querverbindungen lassen sich auch zum Konzept der Narrativen Medizin, englisch narrative based medicine (Rita Charon) herstellen. Der Begriff wurde in Abgrenzung und Ergänzung zur Evidenzbasierten Medizin (Beweis gestützte Medizin) geprägt. Narrative Medizin und Evidenzbasierte Medizin werden heute als sich gegenseitig ergänzende Konzepte einer patientenorientierten Medizin verstanden: Je mehr wissenschaftliche Belege für Art und Ausmaß jener Faktoren vorliegen, die in unterschiedlichen Aspekten der narrativen Medizin wirksam sind, umso weniger sinnvoll wird auch die Abgrenzung zwischen evidenzbasierter und narrativer Medizin.
Der Arzt und Psychoanalytiker Michael Balint war der Überzeugung, das wichtigste Heilmittel sei der Arzt selbst. Nicht das Präparat sei ausschlaggebend, sondern die Art und Weise, wie der Arzt es verschreibe, die Atmosphäre, in der die Medizin verabreicht werde. Damit nimmt er Bezug auf Sokrates (nach Angaben Platons), als er Charmides mitteilte, das erbetene Heilmittel wirke nur dann, wenn es mit den richtigen Worten glaubhaft verabreicht werde.

## Ausblick
Gesellschaftliche Veränderungen in Richtung eines verstärkten Bedürfnisses nach ausreichender Information zu Diagnose, Therapie und Prognose belegen, dass immer größere Teile der Bevölkerung aktiv in ihren Behandlungsprozess miteinbezogen werden wollen. Dies hat bereits bisher zu weitreichenden Modifikationen der ärztlichen Aus- und Fortbildung beigetragen und tut es weiterhin. Im gesamten deutschen Sprachraum und in den meisten Ländern mit westlich orientierter wissenschaftlicher Medizin gibt es mehr oder minder elaborierte Fort- und Weiterbildungsprogramme, die die Professionalisierung der Arzt-Patient-Kommunikation bzw. des ärztlichen Gesprächs zum Ziel haben. An der Medizinischen Universität Graz wurde 2011 erstmals im deutschen Sprachraum eine eigene Professur dazu eingerichtet. Professionelle Arzt-Patienten-Kontakte werden zunehmend mehr als eigenständige ärztliche Aufgabe und als relevante medizinische Intervention gesehen. Dennoch ist die sprechende Medizin im Vergleich zum Mainstream der westlichen Medizin (Schlagworte Reparaturmedizin, Apparatemedizin und Ingenieursmedizin) mit deren Fokus auf pharmazeutische und technisch-chirurgische Interventionen weiterhin unterbewertet. Es ist der Gesundheitspolitik bisher nicht ausreichend gelungen, adäquate Rahmenbedingungen für die sprechende Medizin herzustellen. Die empirische Forschung zeigt jedoch, dass eine patientengerechte Information und ausreichende Motivierung des Patienten zur aktiven Mitarbeit an der Verbesserung seiner Gesundheitsparameter sowie bei der Krankheitsbewältigung oder allgemein für den erwünschten Behandlungserfolg unabdingbar sind. Ziel der sprechenden Medizin ist folgerichtig der informierte (aufgeklärte) Patient, der über seine Krankheit Bescheid weiß, ausreichend motiviert und auch in die Lage versetzt wird, beim jeweiligen Behandlungsprozess mitzuwirken.